# Vouge (soufflet)
Pour les articles homonymes, voir Vouge.
Le vouge est masculin ou féminin et désigne une sorte de soufflet, par exemple un soufflet de forge.
Un effet comique est tiré de la synonymie avec épieu, dard dans la célèbre farce : Des femmes qui font refondre leurs maris
Jennette qui a décidé de faire refondre son mari par le fondeur de cloche, s'entend répondre :

Puisque de si grand vouloir estes,
Affin qu’ils soyent plus fort rouges,
Il vous fauldroit mener les vouges
Et souffler à toute puissance.

Et de s'exclamer :

Je cuide que (fort) s’eschaufferont,
Tant souffleray par cy endroit.